# Aseraggodes borehami
Aseraggodes borehami és un peix teleosti de la família dels soleids i de l'ordre dels pleuronectiformes que es troba a les costes de les Illes Hawaii.